# 圖爾帕拉胡山
9°24′0″S 77°19′0″W / 9.40000°S 77.31667°W
圖爾帕拉胡山（西班牙語：Tullparaju），是秘魯的山峰，位於該國北部安卡什大區，屬於安第斯山脈中布蘭卡山脈的一部分，海拔高度5,787米，人類在1962年首次登頂。